# 上総片貝駅
上総片貝駅（かずさかたかいえき）は、かつて千葉県山武郡九十九里町にあった九十九里鉄道の駅（廃駅）であり、同鉄道の終着駅である。1961年（昭和36年）の鉄道廃止後は、同社が運行する路線バスの停留所「片貝駅バス停留所」となっている。

## 歴史
- 1926年（大正15年）11月25日：九十九里軌道の片貝駅（かたかいえき）として開業[1]。
- 時期不詳：上総片貝駅（かずさかたかいえき）に改称。
- 1932年（昭和7年）3月24日：社名変更により九十九里鉄道の駅となる。
- 1961年（昭和36年）3月1日：九十九里鉄道廃止とともに廃止。その後、「片貝駅バス停」となる。

## 駅構造
車両の関係で、方向転換するためのターンテーブルが設置されていた。

## 駅周辺
九十九里海岸へは徒歩数分の距離である。

## 片貝駅バス停留所
九十九里鉄道廃止後、当駅跡地はバスの停車場や廃車置場として利用されており、「片貝駅バス停」として東金駅、千葉駅方面への路線バスの始発停留所となっている。

## 隣の駅
九十九里鉄道
九十九里鉄道線
学校前駅 - 上総片貝駅